# Hospital Familiar de Coelemu
El Hospital Comunitario de Salud Familiar de Coelemu Dr. Eduardo Contreras Trabucco, o simplemente, Hospital Familiar de Coelemu es un recinto de salud ubicado en la localidad de Coelemu, de la Región de Ñuble, en Chile.
Otorga sus servicios a las comunas de Coelemu, Ránquil y Treguaco.

## Historia
Los antecedentes al recinto hospitalario, se encuentran en lo que hoy corresponde a la Biblioteca Municipal de Coelemu, lugar que en principios del siglo XX, funcionó bajo el nombre de "Casa de socorro".
Tras el Terremoto de Valdivia de 1960, surge una reunión en Buenos Aires entre el entonces senador, Humberto Enríquez Frödden, representantes de la Alianza para el Progreso y el Rotary International de Argentina, quienes buscaron la manera de financiar la construcción de diversos centros de salud en el área afectada por el sismo.
La adquisición de un terreno en calle Manuel Antonio Matta, facilitó la posterior construcción del recinto en 1961, para luego ser inaugurado en 1964, siendo su primer director, el doctor Eduardo Contreras Trabucco, quien se había instalado en la zona desde el Terremoto de Chillán de 1939 y otorgó sus servicios de medicina en el lugar, hasta su fallecimiento en 1993.
El año 2004 fue inaugurado el Laboratorio Clínico Tecnológico Médico Alex Martínez Urrutia al interior del hospital, y que sería reinaugurado en 2022, ampliando su capacidad de atención al público.